# ムグンファ号
ムグンファ号（ムグンファごう、韓: 무궁화호）は、韓国鉄道公社（KORAIL）が設定している列車種別の一つ。
KTXやITX-セマウルを補完する役割の優等列車で、広域電鉄や通勤列車の走らない地方では普通列車としての役割を兼ねながらKORAILのほぼ全路線を網羅している。なお、KORAILが運行する列車の一部は、ムグンファ号と別個の列車でありながら、運賃計算上は同一の列車として扱われている（後述）。
名称の「ムグンファ」はムクゲを意味する韓国語で、ムクゲが大韓民国を象徴する花（国花）であることにちなむ。なお、一時期鉄道庁時代の日本語版ページにおいては「ムクゲ号」と表記されていた。

## 概要
「ムグンファ」の愛称は、1960年にソウルと釜山を結ぶ最優等列車の名称として初めて採用された。だが、この列車は1962年に「再建号」へと名称を変え、1969年の観光号運行開始と共に廃止された。
現行のムグンファ号は、セマウル号と当時非冷房だった特急（後のトンイル号）との中間クラスとして1977年8月13日に新設されたウドゥン（우등）を前身としており、1983年12月23日に「ムグンファ号」へ改称された。以降、鉄道庁が広域電鉄以外で運行する4種類の列車種別（セマウル号・ムグンファ号・ピドゥルギ号・トンイル号）の中で、ムグンファ号はセマウル号の停まらない駅に停車しつつ長距離の都市間を下級列車よりも短時間で結ぶ役割を果たしてきた。
列車運用の見直しにより広域電鉄が設置されていない地方路線で各駅停車の役割を果たしていたピドゥルギ号とトンイル号が相次いで廃止されたことを受け、ムグンファ号は2004年4月1日から通勤列車の新設されない地方路線で最下級の列車種別となり、普通列車としての役割も担うことになった。だが、全ての列車が各駅停車というわけではなく、幹線では列車によって停車駅を変更する千鳥停車を行い、所要時間は落とさずにほとんどの駅へ停車するように配慮されている。ただし、通勤列車の相次ぐ運用停止によって2008年はほぼ全ての地方路線でムグンファ号が普通列車となっており、慶全線や中央線ではロングランの各駅停車の列車が存在する一方、これを機にムグンファ号も停車しない旅客扱い中止駅となった駅も少なくない。また、夜行列車の設定される路線もある。
2009年6月1日には、ムグンファ号と同等の列車としてヌリロが誕生した。当初は車輛を更新する毎にムグンファ号をヌリロへ徐々に代替して行き、およそ10年の期間をかけてムグンファ号を全廃する予定であった。だが、運転の切り替えは極一部に留まっており、2020年に至ってもムグンファ号が地方路線の主力列車であり続けている。
使用される車輌は、短距離路線に用いられる少数のディーゼル動車（気動車）を除くと全て客車である。登場初期には長距離列車にも気動車（9201系ディーゼル動車）や電車（9900系電動車）も導入されていたが、いずれも1990年代末に使用中止となり客車へと置き換えられた。客車や短距離用ディーゼル動車についても、初期に導入された客車は2003年までにデザインリミット社製の新型客車へ、9201系ディーゼル動車は2010年までに9501系ディーゼル動車へそれぞれ置き換えられている。
2003年を最後に客車の新製は行なわれておらず、ヌリロへの代替も事実上中断した上、耐用年数の到来した客車が廃車されているため、客車不足が年々深刻化し、運行本数の減便、車両減車が相次いでいた。また、整備不良の車両まで運用されることも日常化している。
車両老朽化により、2023年9月1日よりEMU-150電車（220000系電車）を利用したITX-マウム（ITX-セマウルと同一等級、運賃）が運行されており、順次ムグンファ号を置き換える予定となっている。ただし、ムグンファ号では停車していた駅が、ITX-マウムへの置き換えにより通過駅になっている。

## 運営

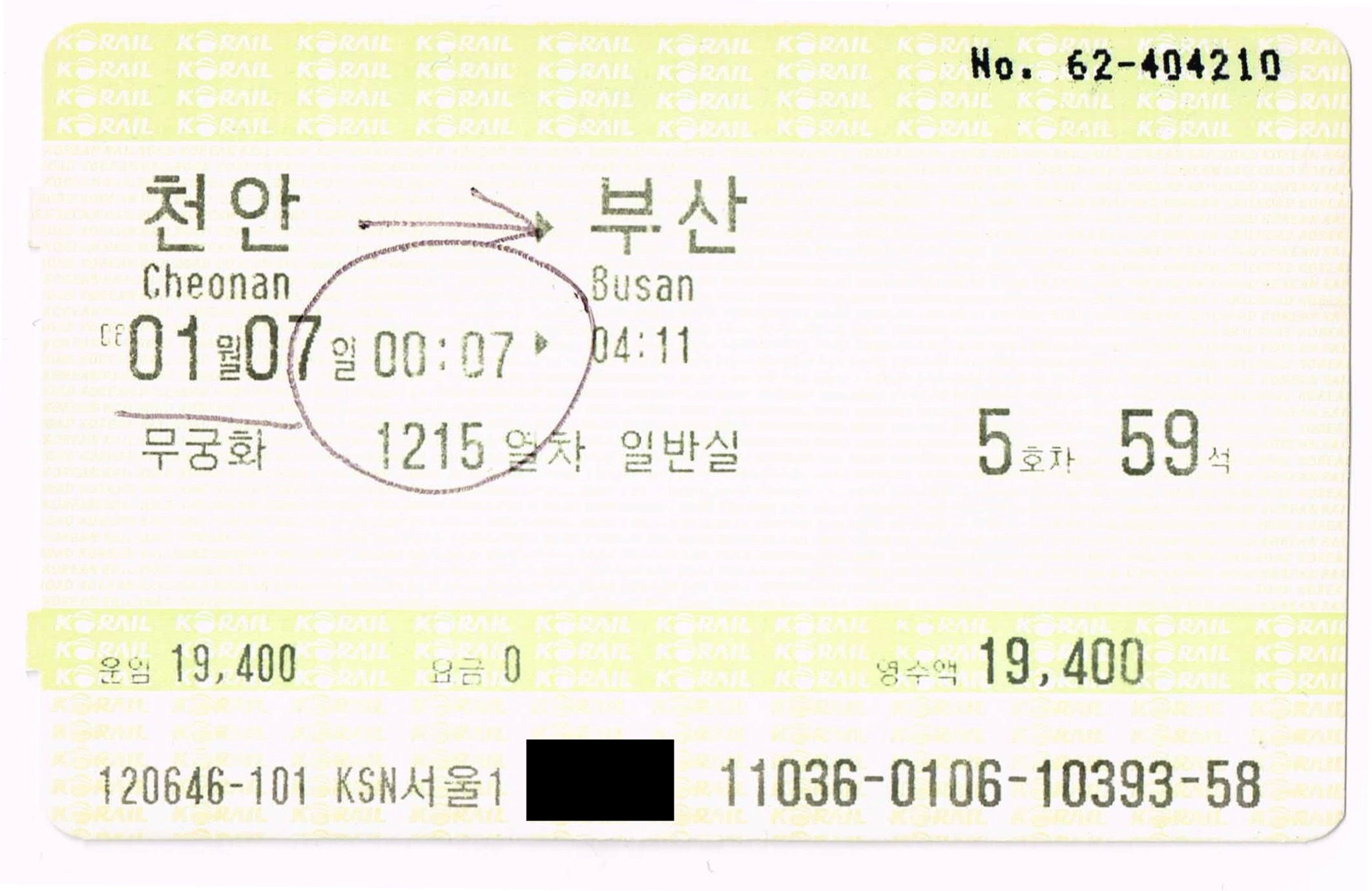
2006年当時のムグンファ号のチケット

### 運賃
運賃は国土交通部が定めた上限の範囲内でKORAILが策定しており、列車等級別、座席等級別ごとの対キロ計算で産出される。
以前は一般室（普通車）の他に特室と呼ばれる一等車も運行されていたが、2018年12月17日までに営業を終了しており、それ以降は単一の座席等級での計算となる。

### 運行路線
2025年1月現在、KORAILが旅客営業しているほとんどの地方路線で運行されている。ITX-セマウルがソウル特別市と地方都市を結ぶものであるのに対し、ムグンファ号はそれに加えて、地方都市同士を結びつける補完的な役割もある。
- 京釜線
- 長項線
- 忠北線
- 湖南線
- 全羅線
- 光州線
- 慶全線
- 慶北線
- 大邱線
- 中央線
- 太白線
- 嶺東線
- 東海線
- 郊外線

## 車両

### 客車

#### 鋼製車

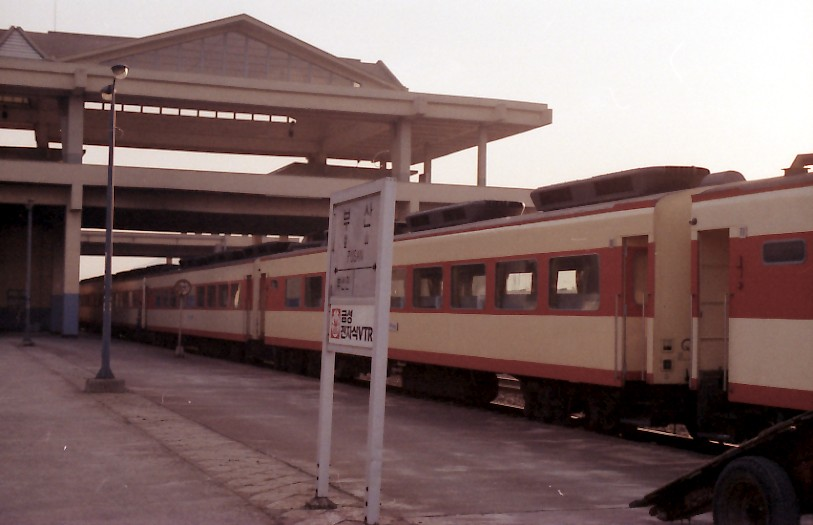
ムグンファ号の初期の塗装の鋼製車
1984年釜山駅にて

ムグンファ号の客車はKORAILの車両の中で最多（首都圏電鉄の電車を除く）であり、主力列車である。優等からの改称当初は1977年から1982年に導入されたトンイル号客車ベースの120km/h級の台車を使用した客車が使用されており（トンイル号客車との違いは、大窓を適用および、新製当初から電気式冷暖房機の設置）、1985年からは仕様が大きく変更された150km/h級の台車を使用した客車が追加導入。1986年にセマウル号にステンレス製の新型客車が導入された際、セマウル号から大量に格下げされた大窓の11000番台客車がムグンファ号特室に格下げされており、その後、ムグンファ号用にドア周りの改良と座席を改良した客車が新製された。これら初期車の一部はトンイル号に格下げされたが、2004年のKTX開業とともにトンイル号自体が廃止となったため、今後は直接廃車となる公算が大きい。開発途上国に送る計画もある。
現在、ムグンファ号に使われている客車は大きく分けて2種類ある。1990年代半ばから製造された12000番台客車は現行のムグンファ号の大多数を占める標準タイプで、車体を23メートルに伸ばしているため、「長大型」と呼ばれている。2000年ごろからは客車製造会社として整理統合されたデザイン・リミット社が製作した「リミット車」（側面がJR西日本681系電車に類似）と呼ばれる新型客車が導入され、セマウル号から格下げされた初期車を置き換えている。
車体の色は、1）クリーム色の車体に赤い帯 → 2）白地に黄色・橙色の帯 → 3）白地に赤帯、ドア周りのみ紺色　というように変化している。
かつては、子供の遊び場などを併設したスナックカーなども連結されていた。
なお、セマウル号のDHC客車廃車に伴い、リミット車の一部がセマウル号客車への改造用に捻出されている。

#### ステンレス車
1990年代前半、セマウル号にプッシュプル方式の気動車が大量に導入されたため、余剰となったステンレス客車がムグンファ号に格下げされた。これらは特室（グリーン車に相当）専用列車として他の客車とは全く混用せずに運行した。ただし、長大型やリミット車はセマウル号と遜色ない客室設備を備えているため、2000年代に入って「特室」専用列車の運用は廃止され、旧セマウル客車（流線型と称した）はKTX開業とともに定期運用から外れた。また、ムグンファ号の「特室」も一旦廃止されたが2007年10月1日の改正で中央線系統の列車において再び運行されるようになった。2018年12月28日の改正で特室としての運用が廃止され、客車はそのままに一般車として運行されているが、2024年4月30日の運用を最後に廃車する事になった。

#### 寝台車
韓国にも京釜線などで定期の夜行列車が運行されており、通常はムグンファ号で運行される。その際に、かつては座席編成の最後尾などに寝台車が連結される列車があった。旧式車両は大窓の客車をベースとしたもので、2段式の寝台であった。現在の寝台車はすべてリミット社製の新車で、JR西日本285系電車と同じタイプの寝台となっているが、需要の低下により定期運行はすでに終了し、ごくまれにツアー臨時列車で連結されるのみとなっている。
なお、韓国の夜行列車は、まだ都市鉄道やバスが動いていない午前3時台 - 5時ごろに終着駅に到着するものが多い。

#### イベント用客車
2004年の韓国高速鉄道開業により、ムグンファ号の特室が大幅に削減されたため、余剰となった特室車4両を改造して、観光専用列車TLXが製作された。種車は長大型特室（ヘッテ特室）で個室やイベントスペース、密閉式展望デッキが増設された。のちに8両化、「レディーバード」と命名されて、団体・臨時列車として運行している。なお、運行の際にはセマウル号とされることが多い。
また、余剰となった客車を改装し、寝台車や食堂車を組み込んだ特別列車「ヘラン」として落成している。予備車4両と電源車2両を含む22両が改造され、8両基本編成2本が、韓国国内を周遊するツアー用団体・臨時列車として2008年から定期運用されている。車体は濃紺に塗装され、金色のストライプと鳳凰をデザインしたシンボルマークをあしらっている。

### 気動車

#### 9211系（NDC）

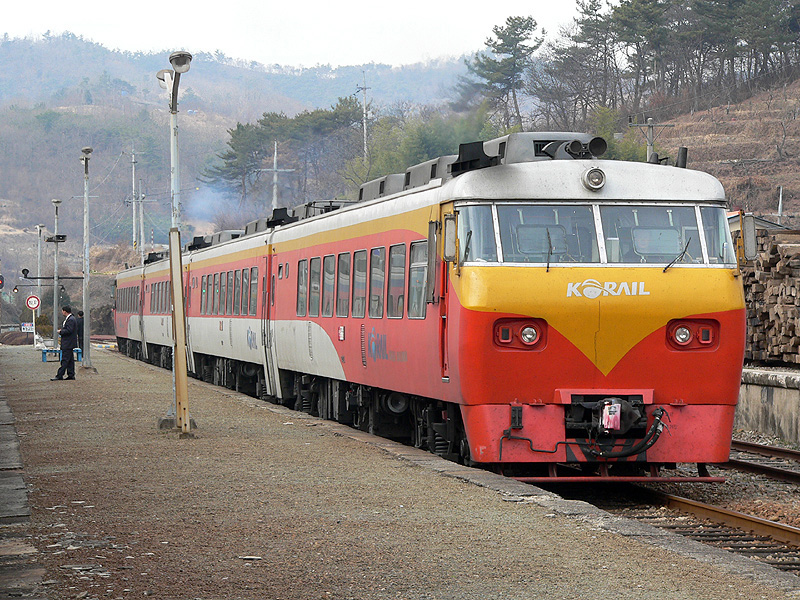
慶全線を走るNDCムグンファ号

NDC：New Diesel Car は9211系と呼ばれる気動車（ディーゼル動車）のこと。大宇重工業製造。制御は液体変速方式で最高時速120km。
釜山広域市と周辺都市を有機的に結ぶための短距離列車として、1984年10月に211系気動車（動力車211型と制御車411型）を利用したムグンファ号が登場した。まず先頭車同士の2両編成 (211 - 411) であったが、翌1985年から中間動力車311型が新造され、3両編成と4両編成による運行も開始した。おもな運転系統は釜山 - 馬山、釜山 - 蔚山、釜山 - 大邱、大邱 - 馬山の4つで、首都圏の京春線（清凉里 - 春川）でも一時期4両編成で活躍し、末期には蔚山 - 慶州といった短距離運用にも着いた。車体塗装はクリーム色に赤帯で、塗り分けが日本の特急電車に類似していた。のちに赤・黄・白のムグンファ色となった。
車体番号は1987年（231系）、1988年（281系）に変更し、1992年から9211系として最後まで運用された。座席は当時普及し始めた簡易リクライニングシートで、長らく横5列の狭いシートが不評であったが、2000年までに4列72席に改造された。1984年から1990年までに3形式各12両ずつの計36両が製造されたが、1994年に列車同士の衝突事故（4名死亡64名負傷）で9412、9318、9420の3両が失われた。老朽化により2005年からVIP対応車であった9222Fの3両編成を除く全編成の運用中止に向けた廃車が始まった。2010年、KORAILは同年2月16日の運行をもってNDCの運行を終了したと発表した。2001年に引退した大統領専用車両は、2014年5月に鉄道博物館へ移設後、保存されている。
形式
- 9211型（旧231, 281）先頭動力車（12両 9211 - 22）

89席、エンジン2機（カミンズ製 NTA855RI 315馬力）
- 9311型（旧331, 381）中間動力車（12両 9311 - 22）

83席（78席車あり）エンジン2機
- 9411型（旧431, 481）先頭制御車（12両 9411 - 22）

79席、発電機1機（1990年製9421・22は発電機でなく動力エンジン1機搭載して動力車化）
9222Fは1999年に公社VIPが使用する非営業車両に改修が行われた。

#### 9201系（DEC）

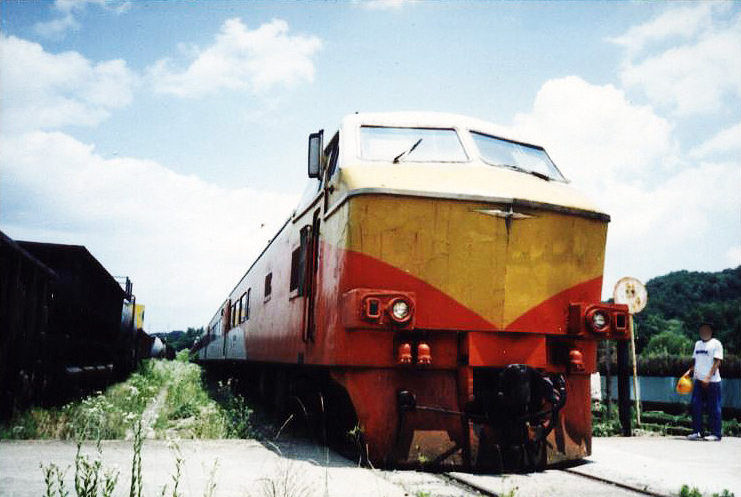
9201系ディーゼル動車

DEC：Diesel Electric (Excellent) Car は9201系と呼ばれるディーゼル動車。大宇重工業製造。電気式制御で最高時速120km。
9201系（当初201）は1980年にセマウル号として登場し、全羅線ソウル- 南原間で運行を開始した。外観はともに登場した9900系電動車と瓜二つだが、先頭車はPMCと呼ばれる半分が動力室で客室が狭い形式、制御には電気式変速機方式を採用、5両編成が2組の計10両が製造された。1986年にセマウル号にステンレス製新型客車が入ると、旧型客車とともにムグンファ号に格下げされ、京春線（清凉里-春川）の運用に付いた。おもに5両編成1本が営業し、もう一本は予備車となっていたが、2000年ごろに用途廃止となり、そのまま10両すべてが廃車となった。
形式
- 9201型（旧201）先頭動力車（4両 9201 - 04）

39席（PMC）エンジン1機（KTA38L 970馬力）発動機1機、電動機2機
- 9301型（旧301）動力車（4両 9301 - 04）

83席、電動機4機。
- 9401型（旧401）付随車（2両 9401 - 02）

83席
編成
1. 9201 - 9301 - 9401 - 9302 - 9202
2. 9203 - 9303 - 9402 - 9303 - 9204

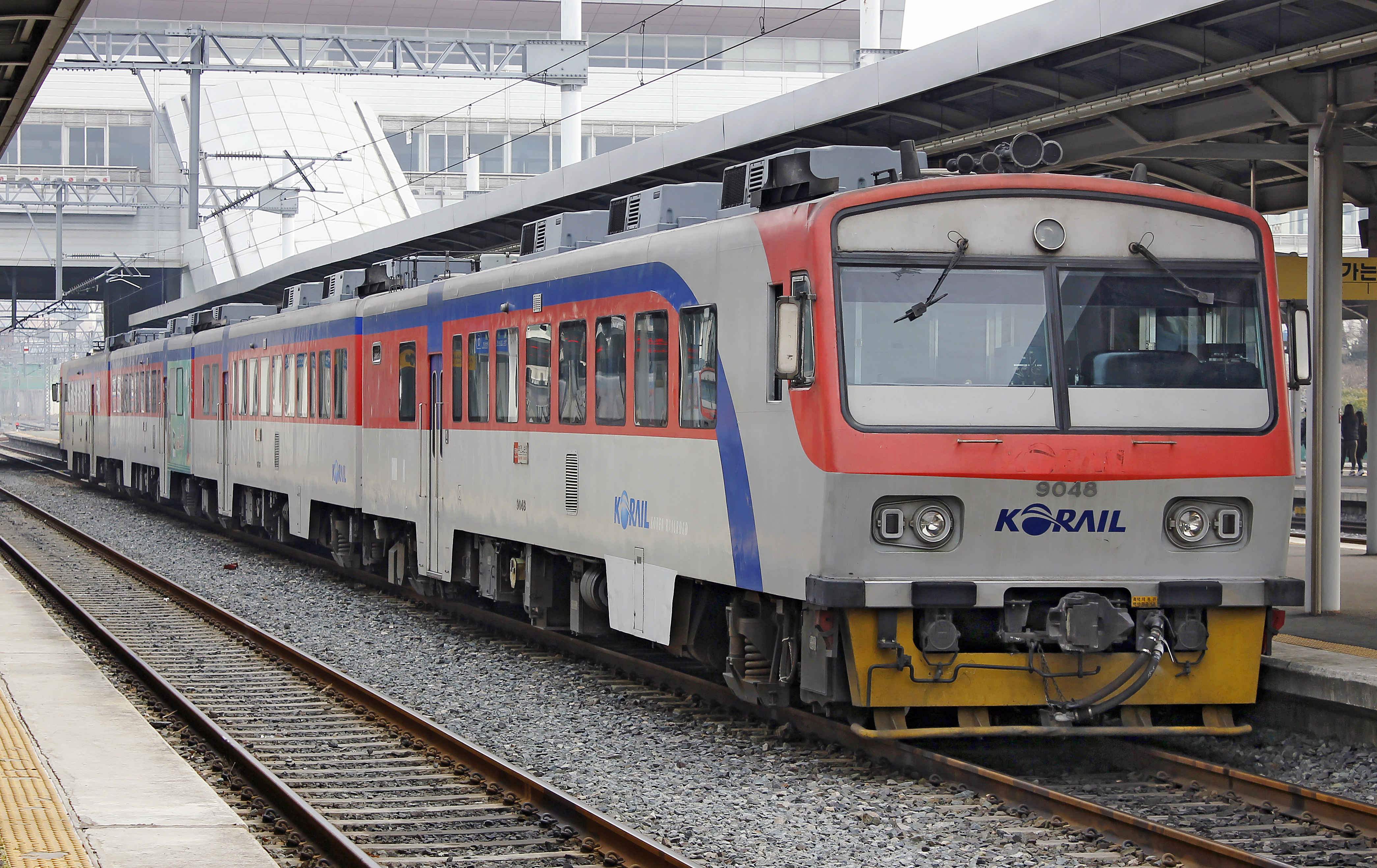
CDC改造によるムグンファ号

#### 9501系（CDC）の改造投入（RDC）
通勤列車として使用されていた9501系気動車（CDC）は、通勤列車の相次ぐ廃止によって余剰となったため、内装をムグンファ号タイプへ改造され、2008年4月15日から大邱 - 馬山間で運行を開始した。改造後のCDCは「改造型ムグンファ動車（RDC：Refurbished Diesel Car）」と称されている。
その後東大邱 - 浦項間のムグンファ号などでも運行を開始している。2010年2月17日をもって全廃されたNDC（前述）の役割を受け継いだ。
2023年12月17日をもって、全車両運行を終了した。

### 電車

#### 9900系（EEC）
韓国初の電車特急として1980年に9900系（EEC：Electric Excellent Car）10両編成2本の20両が登場した。清凉里から中央線・太白線・嶺東線を経由して東海まで1日1往復、19年間運行したが、1999年にトンイル号に格下げされ、2001年に廃車となった（詳細は9900系の項目参照）。

## 蒸気機関車観光列車
1994年8月12日から2000年5月15日までの間、蒸気機関車の牽引する観光列車がムグンファ号として運行されていた。
列車は日曜・祭日に京義線・郊外線を経由してソウル駅と議政府駅の間を往復し、午前にソウル駅から議政府駅まで、夕刻に議政府駅からソウル駅まで運走行した。かつて現役で活躍した機関車が使われる日本や欧米の蒸気機関車観光列車と異なり、ムグンファ号観光列車の機関車は1994年に中国で新造されたSY11（上游型）と同形機の901号が使われた。また、レトロ調に塗装した客車や往年の客車を使う日本・欧米と違い、ムグンファ号観光列車の客車は当時通常のムグンファ号で運用されていた客車がそのまま使われた。
ムグンファ号観光列車は、KTXの車両基地建設のために京義線の一部列車が運休となったことや、国際通貨基金 (IMF) による韓国救済という事態に至った深刻な経済危機、及び蒸気機関車の保守の困難さといった複合的な要因のために、2000年5月を以て運休となり、その後再開されていない。運休後も蒸気機関車901号の車籍は削除されておらず、書類上は休車状態となっている。運休後の901号は長らく水色駅に放置されていたが、2009年に慶北線店村駅、2012年に中央線豊基駅に移設され、静態保存されている。
なお、韓国ではかつて東海南部線でも蒸気機関車観光列車が運行されたことがあったが長続きしなかった。

## ムグンファ号と同一運賃の列車
前述の都合から、KORAILは一部の列車をムグンファ号の運賃で運行している。2021年12月現在、ムグンファ号一般室と同一運賃で運行されている観光列車は下記のとおりである。
- 一般列車
  - ヌリロ - 2009年運行開始

- 観光列車
  - 八道市場観光列車（朝鮮語版） - 2013年運行開始